# Titularbistum Absorus
Absorus (ital.: Ossero) ist ein Titularbistum der römisch-katholischen Kirche.
Es geht zurück auf einen untergegangenen Bischofssitz in der gleichnamigen antiken Stadt und heutigen Stadt Osor in der römischen Provinz Dalmatia. Der Bischofssitz war der Kirchenprovinz Salona zugeordnet.
| Titularbischöfe von Absorus |                                                    |                                  |               |                    |
| Nr.                         | Name                                               | Amt                              | von           | bis                |
| 1                           | Karl Moser                                         | Weihbischof in Wien (Österreich) | 9. Juli 1969  | 29. September 1991 |
| 2                           | Peter Henrici SJ                                   | Weihbischof in Chur (Schweiz)    | 4. März 1993  | 6. Juni 2023       |
| 3                           | John Joseph Kennedy Titularerzbischof pro hac vice | Kurienerzbischof                 | 29. Juli 2024 |                    |